# Campeonato Amazonense de Futebol de 2004
O Campeonato Amazonense de Futebol de 2004 foi a 88ª edição do principal torneio de futebol no estado do Amazonas. Foi disputado entre os dias 24 de janeiro e 20 de Junho do corrente ano de 2004, contando com 10 clubes, 8 de Manaus e 2 do Interior. O campeão foi o São Raimundo.

## Participantes em 2004
| - América (Manaus) - Clíper (Manaus) - Coariense (Coari) - Fast Clube (Manaus) - Libermorro (Manaus) - Nacional (Manaus) - Princesa do Solimões (Manacapuru) - Rio Negro (Manaus) - São Raimundo (Manaus) - Sul América (Manaus) |

## Formula de Disputa

### 1º e 2º Turnos
Os dois turnos serão jogados em sistema de pontos corridos, todos contra todos, o maior pontuador de cada turno leva as taças Estado do Amazonas (1º) e Cidade de Manaus (2º). Os campeões se enfrentam na final do campeonato, em caso do mesmo clube levar os dois turnos, ele é campeão direto, sem disputar a final.

## Primeiro Turno (Taça Estado do Amazonas)
| Classificação | Classificação        | Classificação | Classificação | Classificação | Classificação | Classificação | Classificação | Classificação | Classificação | Classificação |
| Time | Time                 | PG            | J             | V             | E             | D             | GP            | GC            | SG            |               |
| --- | -------------------- | ------------- | ------------- | ------------- | ------------- | ------------- | ------------- | ------------- | ------------- | ------------- |
| 1 | Coariense            | 23            | 9             | 7             | 2             | 0             | 13            | 4             | 9             |               |
| 2 | São Raimundo         | 21            | 9             | 6             | 3             | 0             | 26            | 5             | 21            |               |
| 3 | Nacional             | 19            | 9             | 6             | 1             | 2             | 25            | 8             | 17            |               |
| 4 | Princesa do Solimões | 18            | 9             | 6             | 0             | 3             | 22            | 13            | 9             |               |
| 5 | Fast Clube           | 12            | 9             | 4             | 0             | 5             | 24            | 20            | 4             |               |
| 6 | Libermorro           | 12            | 9             | 4             | 0             | 5             | 18            | 29            | -11           |               |
| 7 | Sul América          | 11            | 9             | 3             | 2             | 4             | 11            | 16            | -5            |               |
| 8 | Rio Negro            | 10            | 9             | 3             | 1             | 5             | 15            | 14            | 1             |               |
| 9 | América              | 3             | 9             | 1             | 0             | 8             | 8             | 29            | -21           |               |
| 10 | Cliper               | 1             | 9             | 0             | 1             | 8             | 3             | 27            | -24           |               |
| PG - pontos ganhos; J - jogos; V - vitórias; E - empates; D - derrotas; GP - gols pró; GC - gols contra; SG - saldo de gols |                      |               |               |               |               |               |               |               |               |               |

## Segundo turno (Taça Cidade de Manaus)
| Classificação | Classificação        | Classificação | Classificação | Classificação | Classificação | Classificação | Classificação | Classificação | Classificação | Classificação |
| Time | Time                 | PG            | J             | V             | E             | D             | GP            | GC            | SG            |               |
| --- | -------------------- | ------------- | ------------- | ------------- | ------------- | ------------- | ------------- | ------------- | ------------- | ------------- |
| 1 | São Raimundo         | 23            | 9             | 7             | 2             | 0             | 35            | 2             | 33            |               |
| 2 | Nacional             | 21            | 9             | 7             | 0             | 2             | 39            | 8             | 31            |               |
| 3 | Fast Clube           | 17            | 9             | 5             | 2             | 2             | 16            | 11            | 5             |               |
| 4 | Coariense            | 13            | 9             | 4             | 1             | 4             | 11            | 13            | -2            |               |
| 5 | Rio Negro            | 13            | 9             | 4             | 1             | 4             | 14            | 18            | -4            |               |
| 6 | Princesa do Solimões | 13            | 9             | 3             | 4             | 2             | 24            | 13            | 11            |               |
| 7 | Sul América          | 13            | 9             | 3             | 4             | 2             | 13            | 15            | -2            |               |
| 8 | Libermorro           | 9             | 9             | 3             | 0             | 6             | 10            | 22            | -12           |               |
| 9 | América              | 4             | 9             | 1             | 1             | 7             | 6             | 27            | -21           |               |
| 10 | Cliper               | 1             | 9             | 0             | 1             | 8             | 10            | 49            | -39           |               |
| PG - pontos ganhos; J - jogos; V - vitórias; E - empates; D - derrotas; GP - gols pró; GC - gols contra; SG - saldo de gols |                      |               |               |               |               |               |               |               |               |               |

## Final

### Jogo 1
| 7 de Junho | Coariense     | 1-2 | São Raimundo                   | Vivaldo Lima, Manaus   |
| 20:00      | Canhoto 29'1º |     | Reginaldo 37'1º e Marinho 7'2º | Árbitro: Celso Rezende |

### Jogo 2
| 20 de Junho | São Raimundo | 4-1 | Coariense                     | Vivaldo Lima, Manaus |
| 16:00       | Canhoto      |     | Nando, Lucas, e Ernani(2gols) |                      |

## Campeão
| Campeonato Amazonense de 2004 |
| Amazonas                      |
| São Raimundo 6º Título        |
| ----------------------------- |

### Campanha do Campeão
São Raimundo
- 24 de Janeiro - 4-1 Princesa(V)
- 2 de Fevereiro - 2-0 América(V)
- 7 de Fevereiro - 1-1 Sul América(E)
- 14 de Fevereiro - 0-0 Rio Negro(E)
- 21 de Fevereiro - 8-0 Libermorro(V)
- 29 de Fevereiro - 5-3 Fast Clube(V)
- 6 de Março - 5-0 Cliper(V)
- 14 de Março - 1-0 Nacional(V)
- 21 de Março - 0-0 Coariense(E) - Fim do 1º turno
- 28 de Março - 2-2 Princesa(E)
- 3 de Abril - 6-0 América(V)
- 14 de Abril - 0-0 Sul América(E)
- 21 de Abril - 4-0 Rio Negro(V)
- 27 de Abril - 3-0 Libermorro(V)
- 5 de Maio - 5-0 Fast Clube(V)
- 12 de Maio - 12-0 Cliper(V)
- 19 de Maio - 1-0 Nacional(V)
- 26 de Maio - 2-0 Coariense(V) - Fim do 2º turno, Campeão.
- 7 de Junho - 2-1 Coariense(V) - 1º jogo da Final
- 20 de Junho - 4-1 Coariense(V) - 2º jogo da Final, Campeão.

50P; 20J 15V 5E 0D; 67GP 9GC +58SG